# Enalapril
Az enalapril egy ACE-gátló vérnyomáscsökkentő gyógyszer. Hatását az angiotenzin konvertáló enzim (ACE) gátlásával fejti ki.
A VIII. Magyar Gyógyszerkönyvben Enalapril-maleát (Enalaprili maleas)  néven hivatalos.  

## Hatása
Az enalapril olyan előanyag, amely a szervezetben enalapriláttá metabolizálódik, amely viszont már hatékony angiotenzin konvertáz enzim gátló. Az angiotenzin konvertáló enzim iránti affinitása körülbelül 200 000-szer nagyobb, mint az angiotenzin I-é.
Az angiotenzin-konvertáló-enzim (ACE) egy olyan peptidil-dipeptidáz, amely az angiotenzin-I átalakulását katalizálja a vasopressor angiotenzin-II-vé. A felszívódás után az enalapril hidrolízis útján enalapriláttá alakul, amely gátolja az ACE-t. Az ACE gátlása a plazma angiotenzin-II szintjének csökkenéséhez vezet, ami a vasopressor aktivitás és az aldoszteron kiválasztás csökkenését, a gátolt negatív visszacsatolás révén a plazma renin aktivitásának fokozódását és a szérum kálium szintjének kismértékű emelkedését eredményezi. Az ACE azonos a kinináz-II-vel. Így az enalapril a hatékony vazodepresszor peptid, a bradikinin lebomlását szintén katalizálja, a gátlása nyomán aktiválódnak a keringő és a helyi kallikrein rendszerek (és ezáltal a prosztaglandin rendszer is). Bár valószínűleg az enalapril antihipertenziv hatása elsősorban a vérnyomás szabályozásában meghatározó szerepet játszó renin-angiotenzin-aldoszteron rendszer gátlásán keresztül valósul meg, az enalapril még alacsony renin-szinttel rendelkező hipertóniás betegekben is hatásos.
Adását követően csökken a perifériás artériás ellenállás és a vérnyomás. A hatás az alacsony szérum-renin aktívitást mutató betegeknél is jelentkezik, de az emelkedett angiotenzin szintű betegeknél nagyobb mértékű. Hypertoniás betegekben a perctérfogat emelkedhet, mely nem jár együtt a pulzusszám növekedésével. A vese vérátáramlása fokozódhat, a glomeruláris filtráció változása nélkül. Hosszantartó kezelés hatására a kardiális hypertrophia csökkenését figyelték meg.
Az enalaprilát magas vérnyomásos betegekben mind a fekvő mind az álló helyzetben mért szisztolés és diasztolés vérnyomást csökkenti, a szívfrekvencia változása nélkül. A gyógyszer szedésének rövid ideig tartó felfüggesztése nem okoz gyors vérnyomásemelkedést. 
Az enalaprillal való vérnyomáscsökkentő kezelés mérsékli a vénás töltőnyomást, valamint az utóterhelést, csökkentve ezzel a bal kamra terhelését, csökkenti a bal kamra hipertrófiáját és a kollagén felszaporodását, illetve megakadályozza a szívizomsejtek károsodását. A szívfrekvencia és a bal kamra terhelés csökkentése révén javul a koszorúerek vérátáramlása, kisebb lesz a szívizomsejtek oxigénfogyasztása, ami tovább csökkenti a szív ischaemiával szembeni érzékenységét, és a veszélyes kamrai ritmuszavarok gyakoriságát.
Krónikus szívelégtelenségben szenvedő betegek esetén csökkenti a szív elő- és utóterhelését azáltal, hogy csökkenti a szisztémás érellenállást és növeli a vénás kapacitást. A perctérfogat emelkedhet a pulzusszám jelentős változása nélkül. Ezen kívül, az enalapril maleáttal való kezelés során a szív verőtérfogatának, verőindexének és stressz kapacitásának növekedését figyelték meg.
Hosszantartó kezelés hatására a szívelégtelenség tüneteinek és súlyossági fokának mérséklődését, a terhelhetőség fokozódását figyelték meg. A betegek életminősége javult.
Szívizom infarktus után az enalapril csökkenti a szívizom necrosist, a szívizom reperfúzióját követő ritmuszavarok gyakoriságát, a bal kamra hipertrófiát, a kollagén felszaporodását, valamint megakadályozza a szívizomsejtek károsodását. Szívizom infarktust követően az enalapril alkalmazása megelőzheti a bal kamra diszfunkció és a szívelégtelenség kialakulását. Az enalaprilnak jótékony hatása van az agyi vérkeringésre hipertóniában és idült agyér-betegségben szenvedő betegekben.
Az enalapril csökkenti a renovaszkuláris rezisztenciát, növeli a vese vérátáramlását, a glomerularis filtratiót, a nátrium- és vízkiválasztást, visszatartja a káliumot, csökkenti a fehérjekiválasztást és a makromolekulák lerakódását a mesangiumban, megelőzve ezzel a mesangium károsodását és a glomerulosclerosis kifejlődését. Így megőrzi, sőt javítja a vesefunkciót, és olyan betegekben is lassítja a krónikus, progresszív vesebetegség kialakulását, akikben még nem fejlődött ki hipertónia. Ezek a hatások összességében javítják az életminőséget és csökkentik a mortalitást. Veseelégtelenségben az enalapril kiválasztás lelassul, ami gyógyszer akkumuláció veszélyével jár. A megfelelő megoldás ilyenkor az enalapril adagjának csökkentése, és nem az adagolási időköz megnövelése. 24 óránál hosszabb adagolási időközt nem javasolnak, mert nagy ingadozást okozhat a szérum enalapril koncentrációban. 
Digitálisszal és vizelethajtókkal együtt adva, szívelégtelenségben javítja a haemodinamikai státuszt, gátolja a renin angiotenzin rendszer neurohormonális hatásait. 

## Védjegyzett készítmények
- Acepril  (Teva)
- Berlipril  (Berlin-Chemie)
- Ednyt  (Richter)
- Enap  (Krka)
- Enapril (Hexal)
- Invoril  (Ranbaxy)
- Renapril  (Meditop)
- Renitec  (MSD)

### Kombinációk
- Co-Renitec  (MSD)
- Co-Enalapril (Hexal)